# مسييه 69

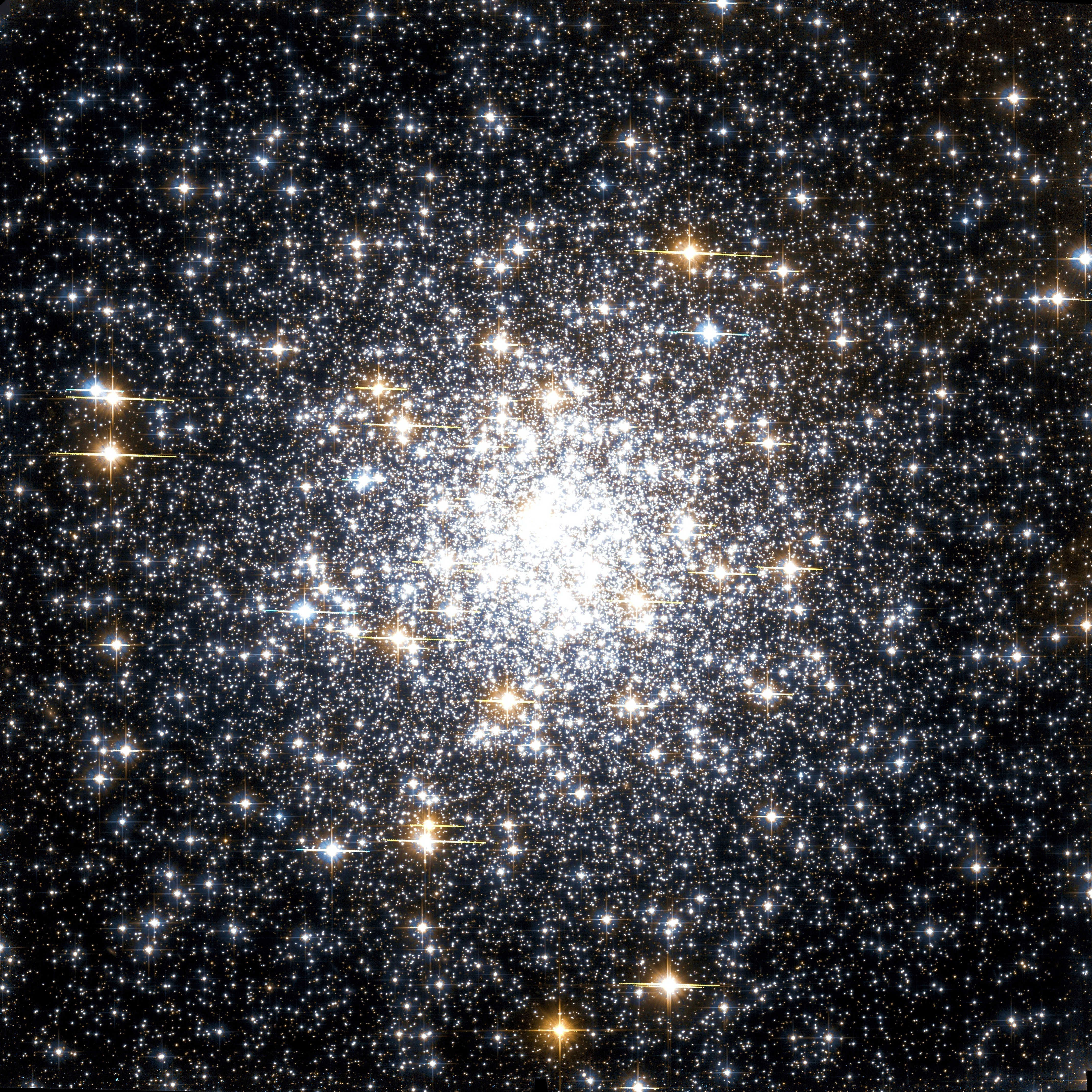

مسييه 69 أو م69 (بالإنجليزية: Messier 69 ) وطبقا للفهرس العام الفلكي الجديد  NGC 6637  هو تجمع نجمي يبلغ قطره 1و7 دقيقة قوسية في كوكبة الرامي ، ويبلغ لمعانه الظاهري +8,31 . ويُرى م69 جيدا من نصف الكرة الأرضية الجنوبي .

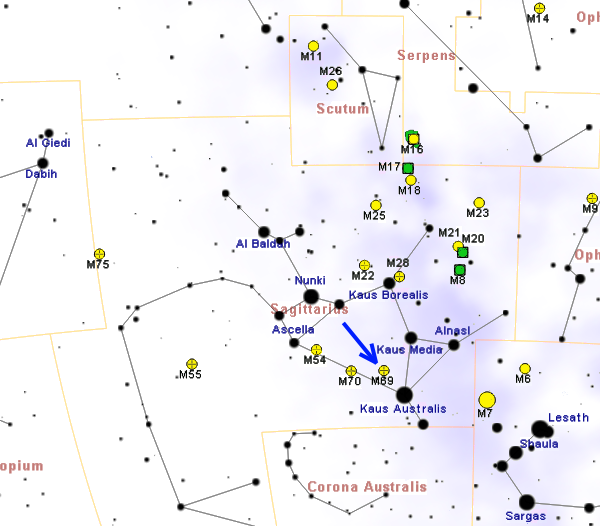
مسييه 69

يبعد مسييه 69 عن الأرض نحو 29700 سنة ضوئية ويبلغ قطره الحقيقي 85 سنة ضوئية. وهو قريب من مسييه 70 حيث تفصلهم مسافة 1800 سنة ضوئية، كما يقع الاثنان بالقرب من مركز مجرتنا. واحد من التجمعات التي تبين أطيافها احتوائها على كميات كبيرة من المعادن.

## وصلات خارجية
- Globular Cluster M69 @ SEDS Messier pages
- Messier 69, Galactic Globular Clusters Database page
- موقع الكون

## اقرأ أيضا
- فصل بين النجوم
- نجم
- مجرة
- قزم أبيض
- عملاق أحمر
- الانفجار العظيم
- خط زمني للانفجار العظيم
- نجم نيوتروني
- ثقب أسود